# Mount Shasta Ski Park

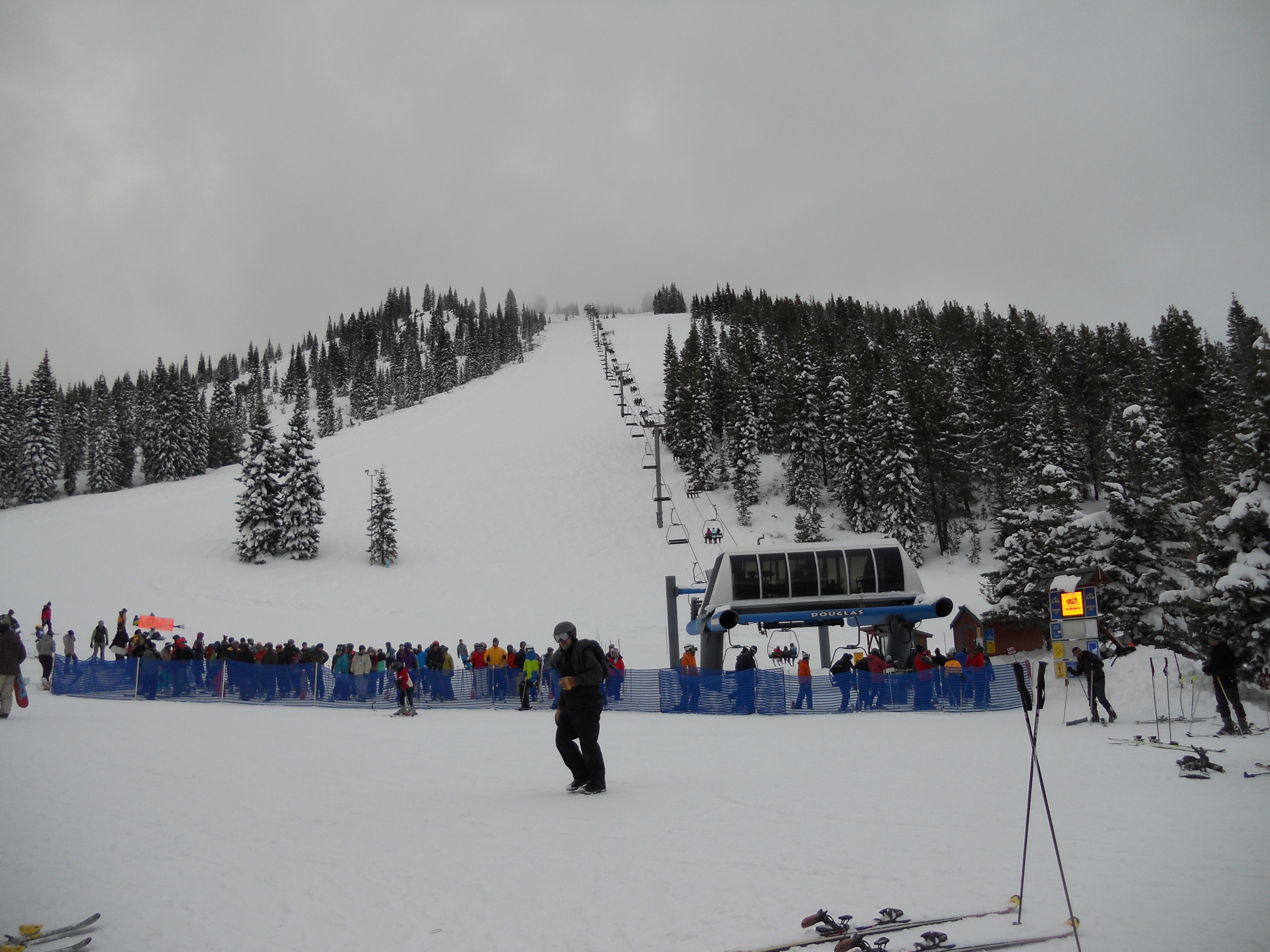
Mount Shasta Ski Park.

Le Mount Shasta Ski Park est une station de sports d'hiver localisée au nord de la Californie dans la région montagneuse de la chaîne des Cascades, non loin du mont Shasta (4 317 m).  
Les remontées mécaniques permettent d'atteindre les sommets volcaniques de Coyote Butte (2 093 m), Douglas Butte (2 001 m) et Marmot Ridge (1 875 m) alors que la base de la station culmine à 1 669 m. La station dispose de 4 remontées et de 32 pistes. Il s'agit de la seule station de ski à proximité du mont Shasta depuis que le Mount Shasta Ski Bowl dut fermer ses portes en 1978 pour raison financière. Ouverte en 1985, la nouvelle station est localisée à des altitudes plus basses par rapport à l'ancienne station. Elle est localisée sur des terrains privés à proximité de la forêt nationale de Shasta-Trinity.